# Västervånga församling
Västervånga församling var en församling  i Skara stift i nuvarande Ulricehamns kommun. Församlingen uppgick efter 1554 i Timmele församling.

## Administrativ historik
Församlingen har medeltida ursprung och uppgick efter 1554 i Timmele församling.